# 四次平面曲线
四次平面曲线（quartic plane curve）是四次的平面代數曲線，可以表示為以下的多變數四次方程：
{\displaystyle Ax^{4}+By^{4}+Cx^{3}y+Dx^{2}y^{2}+Exy^{3}+Fx^{3}+Gy^{3}+Hx^{2}y+Ixy^{2}+Jx^{2}+Ky^{2}+Lxy+Mx+Ny+P=0,}
A, B, C, D, E中至少要有一個不為0。方程式有15個常數，不過方程式若乘以非零的任意數，不會改變曲線，因此可以將其中一個常數固定為1，留下14個可調整的常數。四次曲线的空間可以視為是{\displaystyle \mathbb {RP} ^{14}}的实射影空间。依照克萊姆定理，若考慮一般位置下14個不同的點，通過這十四個點的四次平面曲线唯一，因此四次平面曲线的自由度為14。
四次曲线最多可以有：
- 四個相連的部份
- 28個雙切線（英语：bitangent）
- 3個一般的二重點。

也可以考慮在其他數學域（甚至是环）中的四次曲线，例如在复数中的四次曲线。此時可以得到黎曼曲面，在C上是一維的物件，但在R上是二維的物件。例如Klein四次曲線，另外也可以探討射影平面下的曲線，由齐次多项式所定義。

## 舉例
上述曲線中，係數的不同組合產生了以下重要的曲線族。
| - Bicorn - 子弹头曲线 - 笛卡儿椭圆形 - 卡西尼卵形线 - 三尖瓣线 - Hippopede - 杖头线 - Klein四次曲線 | - 双扭线 - 伯努利双纽线 - 8字型线 - 帕斯卡蜗线 - Lüroth四次曲線 - Spiric截面 - 方圓形 - 拉梅的特殊四次曲線 - 環面截面 - 特洛特曲线 |

### &符號曲線
&符號曲線（ampersand curve）是以下方程對應的四次曲線
{\displaystyle \ (y^{2}-x^{2})(x-1)(2x-3)=4(x^{2}+y^{2}-2x)^{2}.}
其亏格為0，有三個一般的雙點，都在實數平面上。

### Bean曲線
Bean曲線（bean curve）是以下方程對應的四次曲線
{\displaystyle x^{4}+x^{2}y^{2}+y^{4}=x(x^{2}+y^{2}).\,}
其亏格為0，在原點有一個奇点，是一個一般的三次點
。

### Bicuspid曲線
bicuspid是方程式如下的四次曲線：
{\displaystyle (x^{2}-a^{2})(x-a)^{2}+(y^{2}-a^{2})^{2}=0\,}
其中a決定了曲線的大小。
bicuspid只有二個node為奇異點，因此是虧格為1的曲線。

### Bow曲線
Bow曲線是方程式如下的四次曲線：
{\displaystyle x^{4}=x^{2}y-y^{3}.\,}
在x=0, y=0處有單一的三重點，是有理曲線，虧格為0。

### Cruciform曲線
Cruciform曲線是以下方程的四次曲線
{\displaystyle x^{2}y^{2}-b^{2}x^{2}-a^{2}y^{2}=0\,}
其中a和b為決定曲線形狀的参数。
Cruciform曲線可以透過一個標準的二次變換x ↦ 1/x, y ↦ 1/y轉變為橢圓a2x2 + b2y2 = 1，因此是虧格為0的有理平面代數曲線。Cruciform曲線在实射影平面中有三個雙重點，是（x=0、y=0），（x=0 、z=0） 以及（y=0、z=0）。 

此曲線是有理曲線，參數化後的結果也是有理函數。例如，令a=1及b=2，可得以下的參數式
{\displaystyle x=-{\frac {t^{2}-2t+5}{t^{2}-2t-3}},\quad y={\frac {t^{2}-2t+5}{2t-2}}}
其中唯一一個無法參數化的點是會讓參數式分母為零的點。

### Spiric截面
Spiric截面可以定義成對x軸及y軸對稱的圓代數四次平面曲线。Spiric截面包括在環面曲線中，其中包括了hippopede及卡西尼卵形线。其英文名稱Spiric源自古希臘文的環面σπειρα。
笛卡儿坐标系下的方程式為
{\displaystyle (x^{2}+y^{2})^{2}=dx^{2}+ey^{2}+f,}
極座標系的方程式為
{\displaystyle r^{4}=dr^{2}\cos ^{2}\theta +er^{2}\sin ^{2}\theta +f.\,}

### 三葉線
三葉線（three-leaved clover）是以下方程的四次平面曲線
{\displaystyle x^{4}+2x^{2}y^{2}+y^{4}-x^{3}+3xy^{2}=0.\,}
在求解y後，曲線可以表示為以下的方程：
{\displaystyle y=\pm {\sqrt {\frac {-2x^{2}-3x\pm {\sqrt {16x^{3}+9x^{2}}}}{2}}},}
其中二個±是彼此獨立的，因此每一個x會對應四個y值。
三葉線的參數式為
{\displaystyle x=\cos(3t)\cos t,\quad y=\cos(3t)\sin t.\,}
在極坐標（x = r cos φ, y = r sin φ）下的方程如下
{\displaystyle r=\cos(3\varphi ).\,}
這是玫瑰线中k = 3的特例。
三葉線在原點處為三重點，有三個二切線。